# Ермаков, Анатолий Николаевич
Анато́лий Никола́евич Ермако́в (1926—1994) — советский учёный-химик, участник Великой Отечественной войны, лауреат премии имени Л. А. Чугаева (1973).

## Биография
Родился в 1926 году в городе Жуковка (ныне — Брянской области).
Ушел добровольцем на фронт (1942—1944 годы).
В 1946 году — завершил школьное образование, прерванное войной и ранением.
В 1951 году — окончил Московский институт тонкой химической технологии имени М. В. Ломоносова, специальность «химик-технолог».
Был направлен на работу в ГЕОХИ АН СССР, где обучался в аспирантуре и прошел путь от младшего научного сотрудника до заведующего лабораторией аналитической химии редких элементов (с 1966).
В 1955 году — защитил кандидатскую диссертацию.
С 1960 по 1971 годы — работал в Отделе науки ЦК КПСС.
В 1969 году — защитил докторскую диссертацию.
В 1971 году — присвоено учёное звание профессора.
С 1974 по 1988 годы — занимал должность заместителя председателя ВАК СССР.
С 1988 по 1991 годы — работал в должности главного научного сотрудника в лаборатории органических реагентов.
Ушёл из жизни в 1994 году.

### Научная и общественная деятельность
Выполнил исследования в области радиохимии, аналитической и неорганической химии редких элементов, создал новые направления в исследовании химии комплексных соединений.
Член редколлегии многотомной монографии «Аналитическая химия элементов», заместитель главного редактора журнала «Неорганическая химия».
Автор 3 книг и около 180 научных статей.

## Награды
- Орден Красной Звезды
- Орден Отечественной войны 1-й степени
- Орден Дружбы народов
- Орден «Знак Почёта»
- Премия имени Л. А. Чугаева (за 1973 год, совместно с И. Н. Маровым, В. К. Беляевой) — за серию работ по теме «Электронный парамагнитный резонанс — новый метод исследования комплексообразования в растворах»
- 13 медалей